# Petlino, Kărdjali
Petlino (în bulgară Петлино) este un sat în comuna Kărdjali, regiunea Kărdjali,  Bulgaria. 

## Demografie
Componența etnică a satului Petlino
     Turci (84,22%)
     Bulgari (3,69%)
     Romi (9,73%)
     Nicio identificare (2,34%)
La recensământul din 2011, populația satului Petlino era de 298 locuitori. Din punct de vedere etnic, majoritatea locuitorilor (84,22%) erau turci, existând și minorități de romi (9,73%) și bulgari (3,69%). Pentru 2,34% din locuitori nu este cunoscută apartenența etnică.